# Trönninge församling
Trönninge församling var en församling i Göteborgs stift. Församlingen uppgick 2006 i Eldsbergabygdens församling.
Församlingskyrka var Trönninge kyrka.

## Administrativ historik
Församlingen har medeltida ursprung. Församlingen uppgick 2006 i Eldsbergabygdens församling tillsammans med församlingarna Eldsberga och Tönnersjö.
1887 rättades en oregelbundenhet mellan Snöstorps församling och Trönninge. Kistinge, som omfattade 4½ mantal, hade upptagits i husförhörslängden för Trönninge församling men tillhörde annars Snöstorps församling, socken och landskommun. Enligt regeringsbeslut den 22 januari 1887 rättades detta under år 1887 av Göteborgs stifts domkapitel. Den 31 december 1886 utgjorde antalet invånare i 4½ mantal Kistinge 211 personer.
Församlingskoden var 138008.

### Pastorat
- Medeltiden till 1962: Annexförsamling i pastoratet Snöstorp och Trönninge.
- 1962 till 2006 annexförsamling i pastoratet Eldsberga, Tönnersjö och Trönninge.[5]